# International Swimming Hall of Fame/Freiwasserschwimmer
In der folgenden Liste werden die 9 Freiwasserschwimmer, die seit 1965 in die International Swimming Hall of Fame aufgenommen wurden, aufgeführt. Freiwasserschwimmer werden hier getrennt aufgeführt, da in dieser Disziplin internationale Wettbewerbe mit vergleichbaren Konditionen lange Zeit fehlten. Als Messlatte zur Aufnahme werden daher meist Erfolge im Kanalschwimmen gefordert.
Neben dem Namen und der Nation des Sportlers sind das Jahr der Aufnahme in die Ruhmeshalle und der Karriere-Höhepunkt (definiert als die Zeit zwischen dem ersten und dem letzten internationalen Erfolg) angegeben.
| Name              | Nation          | Aufnahme- Jahr | Karriere- Höhepunkt | Anmerkungen                                                     |
| ----------------- | --------------- | -------------- | ------------------- | --------------------------------------------------------------- |
| Abdellatif Abuhif | Ägypten         | 1998           | 1953–1972           | weltbester Marathonschwimmer 1953–1972                          |
| Florence Chadwick | USA             | 1970           | 1950–1955           | erste Frau, die den Ärmelkanal in beide Richtungen durchschwamm |
| Lynne Cox         | USA             | 2000           | 1971–1992           | schwamm 1987 2,7 Meilen in der Beringstraße                     |
| Penny Dean        | USA             | 1996           | 1976–1979           | schwamm 1978 Ärmelkanalrekord                                   |
| Horatio Iglesias  | Argentinien     | 2003           | 1965–1974           | weltbester Marathonschwimmer von 1965 bis 1974                  |
| Kevin Murphy      | Verein. Königr. | 2009           | 1968–1989           | 34 Mal den Ärmelkanal durchquert (3 Doppelquerungen)            |
| Cindy Nicholas    | Kanada          | 2005           | 1977–1992           | 19 Mal den Ärmelkanal durchquert (5 Doppelquerungen)            |
| Alison Streeter   | Verein. Königr. | 2006           | 1983–2005           | 43 Überquerungen des Ärmelkanals                                |
| Matthew Webb      | Verein. Königr. | 1965           | 1875                | erster Schwimmer, der den Ärmelkanal durchquerte                |